# 맥 OS 8
맥 OS 8(맥 오에스 에이트, Mac OS 8)은 애플이 1997년 7월 26일에 발표한 맥 OS이다. 이전 버전보다 색상을 강조하며, 출시한지 2주 동안 120만 부 이상이 팔려 애플의 가장 상업적으로 성공적이었던 소프트웨어로 평가받았다. 애플의 암흑기에 출시했기 때문에, 많은 저작권 침해를 주로 하는 단체들이 새로운 맥 OS의 트래픽을 거부했지만 많은 사람들은 맥 OS를 호평을 보냈다.
맥 OS 8은 플레티넘 인터페이스, 파인더, 파워PC, 스레드 등을 적용하여 눈에 띄게 변화를 도입했다. 멕 OS 8.1은 HFS 플러스라는 보다 효율적인 새 파일 시스템을 도입했으며, 맥 OS 8.5에는 파워PC 프로세서가 필요한 최초의 맥 OS 버전이었다. 후속 버전인 맥 OS 9눈 1999년 10월 23일에 출시되었다.

## 버전 역사
- 8.0 (1997년 7월 26일)
- 8.1 (1998년 1월 19일)[5]
- 8.5 (1998년 10월 17일)
- 8.5.1 (1998년 12월 7일)
- 8.6 (1999년 5월 10일)

## 같이 보기
- 애플의 운영 체제 목록